# Олег Димов
Олег Григориевич Димов (на руски: Олег Григорьевич Димов) е казахстански политик от български етнически произход, председател на Българския културен център в Казахстан. Той е първият българин, избран за депутат във Върховния съвет на страната, а по-късно и за депутат в местния парламент.

## Биография
Олег Димов е роден на 4 декември 1946 г., в село Красноиркутск, Казахска ССР. Той е потомък на бесарабски българи. През 1907 година дядо му Костадин се прехвърля в Казахстан в хода на реформа за усвояване на необитаеми земи в царска Русия. През 1994 година създава Българския културен център в Казахстан, който е първата българска организация, официално регистрирана през 1995 година.
Повече от 40 години е на държавна служба, а повече от десетилетие – в секретариата на Асамблеята на народите на Казахстан към администрацията на президента на републиката. Два пъти е избиран за народен представител във Върховния съвет на република Казахстан – Меджлис. Участва и в състава на Комитета за законодателство и съдебно-правовата реформа в Меджлис. Към 2009 година е автор на 7 книги по въпроси на националната политика.

## Отличия
Олег Димов е награден със 7 медала, има две лични благодарности от държавния глава на Казахстан и още толкова – от ръководителя на администрацията на президента на републиката. Той е носител на български почетен знак „Златна лаврова клонка“.
На 19 юни 2015 г. Олег Димов е награден с ордена „Св. св. Кирил и Методий“ – I степен, на церемония, която се състои в Националната академична библиотека на Република Казахстан. Орденът е присъден на Димов заради големите му заслуги за съхраняването на културната и езиковата идентичност на българите в Казахстан.